# Puellina saldanhai
Puellina saldanhai är en mossdjursart som beskrevs av Harmelin 200. Puellina saldanhai ingår i släktet Puellina och familjen Cribrilinidae. Inga underarter finns listade i Catalogue of Life.